# بوبلا
بوبلا (به لاتین: Bobla) یک منطقه مسکونی در جمهوری آذربایجان است که در شهرستان لریک واقع شده‌است. بوبلا ۴۹۰ نفر جمعیت دارد.

## ریشه واژه
بوب در زبان تالشی تغییریافته واژه بوبا یا بابا به‌معنی بابا یا پدر (اشاره به‌فرد پیر و مرشد) و لا یا له پسوند مکان در تالشی شمالی است و بوبلا یا باباله یعنی مکان و جایگاه پیر و مرشد. دلیل نامگذاری آن یک آرامگاه با نام پیر یا بابا در این روستا است.